# New Liberty (Iowa)
New Liberty es una ciudad ubicada en el condado de Scott en el estado estadounidense de Iowa. En el Censo de 2010 tenía una población de 137 habitantes y una densidad poblacional de 556,8 personas por km².

## Geografía
New Liberty se encuentra ubicada en las coordenadas 41°42′58″N 90°52′41″O / 41.71611, -90.87806. Según la Oficina del Censo de los Estados Unidos, New Liberty tiene una superficie total de 0.25 km², de la cual 0.25 km² corresponden a tierra firme y (0%) 0 km² es agua.

## Demografía
Según el censo de 2010, había 137 personas residiendo en New Liberty. La densidad de población era de 556,8 hab./km². De los 137 habitantes, New Liberty estaba compuesto por el 92.7% blancos, el 4.38% eran afroamericanos, el 0% eran amerindios, el 0% eran asiáticos, el 0% eran isleños del Pacífico, el 0% eran de otras razas y el 2.92% pertenecían a dos o más razas. Del total de la población el 0% eran hispanos o latinos de cualquier raza.